# Castelo de Kropow
Castelo Kropow é um dos  castelos que aparece em um álbum de história em quadrinhos As Aventuras de Tintim. É o local onde se mantém, fortemente vigiado, o Cetro do Rei Ottokar IV da Sildávia. A arquitetura do castelo tem forte influência Boêmia.

## História
Castelo Kropow aparece no Cetro do Rei Ottokar como um alvo primário para os principais vilões. É o local de O Cetro de Otocar, se capturado, forçaria o legítimo rei de Sildávia a abdicar. Alfred Alambique conseguiu entrar no castelo, usou gás atordoamento usado para nocautear os guardas. Ele, então, atirou o cetro para fora da janela.
Na versão em preto-e-branco original do Cetro do Rei Ottokar, os guardas que guardam o castelo usavam uniformes similares à dos guardas que guardam a Torre de Londres, na Inglaterra.

## Descrição
É o monumento mais significativo de Klow seguido pelo Palácio Real de Klow Encontra-se fora da capital rodeado por um matagal e um fosso medieval. Acredita-se a ele por uma ponte levadiça por duas torres de planta circular. O pátio de armas dá ao interior do castelo, curiosamente, ricamente ornamentado muito bem conservados pese a seu antiguidade.
O castelo encontra-se custodiado pela Guarda do Tesouro Real famosa por seu uniforme medieval eslavo com faldón vermelho bordado e faixa azul.
A torre central de planta quadrada alberga a câmara do tesouro. Esta sala quadrada suporta-se com arcos de médio ponto e com uns frescos referentes à época bizantina, com temas religiosos nos que se vê a San Wladimir matando ao Dragão A vitrina dourada está arrematada por cinco pelicanos em cima de uma pequena abóbada e dentro da qual se encontram a coroa e o Ceptro de Ottokar IV.